# Массімо Де Сольда
Массімо Де Сольда (італ. Massimo De Solda, нар. 5 квітня 1966, Бриндізі) — італійський футболіст, що грав на позиції півзахисника. По завершенні ігрової кар'єри — тренер.
Виступав, зокрема, за «Беневенто».

## Ігрова кар'єра
Народився 5 квітня 1966 року в місті Бриндізі. Вихованець футбольної школи клубу «Мілан».
У дорослому футболі дебютував 1985 року виступами на умовах оренди за «П'яченцу», в якій провів один сезон, взявши участь у 6 матчах чемпіонату.
1986 року уклав контракт з «Комо», за команду якого 1 лютого 1987 року дебютував у Серії A. Шість ігор того сезону, проведені за «Комо», згодом виявилися єдиними для Де Сольди у найвищому італійському дивізіоні.
1987 року він перейшов до друголігової «Падови», після чого встиг змінити більше десяти команд, утім здебільшого з нижчих італійських ліг. За кар'єру взяв участь лише у шести матчах Серії A (за «Комо») та 50 іграх Серії B.

## Кар'єра тренера
Протягом 2009–2010 років був асистентом головного тренера команди «Бриндізі» з рідного міста.